# Problema de Cauchy
En ecuaciones diferenciales un problema de Cauchy (en algunos casos también llamado problema de valor inicial) consiste en resolver una ecuación diferencial sujeta a unas ciertas condiciones de frontera o valores iniciales sobre la solución cuando una de las variables que la definen, toma un determinado valor (usualmente,  t=0, para modelar las condiciones del sistema en el instante inicial). Un problema de Cauchy puede ser un problema de valor inicial o un problema de condición de frontera. Su nombre se debe a Augustin Louis Cauchy.

## Formulación del problema
Para una ecuación diferencial en derivadas parciales definida sobre Rn y una variedad suave S ⊂ Rn de dimensión n − 1 (S se denomina superficie de Cauchy), el problema de Cauchy consiste de hallar la solución u de la ecuación diferencial de orden {\displaystyle m} que satisface
| {\displaystyle {\begin{aligned}u(x)&=f_{0}(x)\qquad &&{\text{para todo }}x\in S;\\{\frac {\partial ^{k}u(x)}{\partial n^{k}}}&=f_{k}(x)\qquad &&{\text{para }}k=1,\ldots ,m-1{\text{ y todo }}x\in S,\end{aligned}}} |
donde {\displaystyle f_{k}} son funciones dadas definidas sobre la superficie {\displaystyle S} (muy conocidas como datos de Cauchy del problema), y n es el vector normal a S.
El problema de Cauchy en ecuaciones diferenciales ordinarias, está referido al conjunto de valores iniciales que deben conocerse para determinar con unicidad la estructura de la solución de la ecuación o de un sistema de ecuaciones diferenciales ordinarias de cualquier orden que fueren, este es el caso del problema con valores iniciales.
Para ecuaciones diferenciales lineales el problema de Cauchy está resuelto dado que se puede garantizar la existencia y unicidad de la solución si las funciones que definen el problema son diferenciables con continuidad.

## Teorema de Cauchy–Kowalevski
El teorema de Cauchy–Kowalevski dice que los problemas de Cauchy tienen solución única bajo ciertas condiciones, la más importante es que los datos de Cauchy y los coeficientes de la ecuación diferencial en derivadas parciales son funciones analíticas.

## Formulación del problema de Cauchy en una ecuación integral
Los problemas de Cauchy pueden formularse en términos de ecuaciones integrales equivalentes a las ecuaciones diferenciales. Esto puede tener ventajas suplementarias: las condiciones iniciales están automáticamente incorporadas a través de los límites de integración y para problemas lineales se maneja un operador integral acotado (de hecho, frecuentemente, un operador compacto), mientras que el operador diferencial del problema planteado en términos de ecuaciones diferenciales es en general no acotado. Esto último permite echar mano de varios resultados conocidos para operadores compactos para resolver un problema planteado en términos de ecuaciones integrales.